# Gabriele Mana
Gabriele Mana (Marene, 4 marzo 1943) è un vescovo cattolico italiano, dal 27 luglio 2018 vescovo emerito di Biella.

## Biografia
Nasce a Marene, in provincia di Cuneo ed arcidiocesi di Torino, il 4 marzo 1943.

### Formazione e ministero sacerdotale
Compie gli studi in preparazione al sacerdozio nei seminari di Giaveno e Rivoli.
Il 25 giugno 1967 è ordinato presbitero dall'arcivescovo Michele Pellegrino (poi cardinale) per l'arcidiocesi di Torino.
Inizia il suo ministero come vicario della parrocchia delle Stimmate di san Francesco a Torino, dal 1967 al 1968, quando diventa vicario della parrocchia di san Cassiano a Grugliasco. Nel 1974 è nominato parroco di santa Caterina da Siena nel quartiere Lucento di Torino. Dal 1993 al 2001 è parroco della parrocchia di San Giovanni Battista ad Orbassano, vicario episcopale di Torino Ovest e direttore spirituale del seminario maggiore. Entra a far parte, inoltre, del collegio dei consultori.

### Ministero episcopale
Il 13 luglio 2001 papa Giovanni Paolo II lo nomina vescovo di Biella; succede a Massimo Giustetti, dimessosi per raggiunti limiti di età. Il 1º settembre successivo riceve l'ordinazione episcopale, nella cattedrale di Torino, dal cardinale Severino Poletto, co-consacranti il vescovo Massimo Giustetti e l'arcivescovo Enrico Masseroni. Il 7 ottobre prende possesso della diocesi.
Il 27 luglio 2018 papa Francesco accoglie la sua rinuncia, presentata per raggiunti limiti di età, al governo pastorale della diocesi di Biella; gli succede Roberto Farinella, del clero di Ivrea. Rimane amministratore apostolico della diocesi fino all'ingresso del successore, avvenuto il 14 ottobre seguente.

## Genealogia episcopale e successione apostolica
La genealogia episcopale è:
- Cardinale Scipione Rebiba
- Cardinale Giulio Antonio Santori
- Cardinale Girolamo Bernerio, O.P.
- Arcivescovo Galeazzo Sanvitale
- Cardinale Ludovico Ludovisi
- Cardinale Luigi Caetani
- Cardinale Ulderico Carpegna
- Cardinale Paluzzo Paluzzi Altieri degli Albertoni
- Papa Benedetto XIII
- Papa Benedetto XIV
- Cardinale Enrico Enriquez
- Arcivescovo Manuel Quintano Bonifaz
- Cardinale Buenaventura Córdoba Espinosa de la Cerda
- Cardinale Giuseppe Maria Doria Pamphilj
- Papa Pio VIII
- Papa Pio IX
- Cardinale Alessandro Franchi
- Cardinale Giovanni Simeoni
- Cardinale Antonio Agliardi
- Cardinale Basilio Pompilj
- Cardinale Adeodato Piazza, O.C.D.
- Cardinale Sebastiano Baggio
- Cardinale Anastasio Alberto Ballestrero, O.C.D.
- Cardinale Severino Poletto
- Vescovo Gabriele Mana

La successione apostolica è:
- Vescovo Gianni Sacchi (2017)